# Wilbrod Chabrol
Pour les articles homonymes, voir Chabrol.
François Wilbrod Chabrol (né à Paris le 7 novembre 1835 et mort au Vésinet le 2 août 1919) est un architecte et collectionneur d'art français.

## Biographie
Wilbrod Chabrol est le fils de Pierre Prosper Chabrol, architecte du gouvernement et membre fondateur de la Société centrale des architectes. Son frère cadet, Guillaume-Pierre-Prosper Chabrol, sera polytechnicien, conseiller d'État et professeur à l'École des ponts et chaussées, et sa sœur sera mariée à Léon Legouest. 

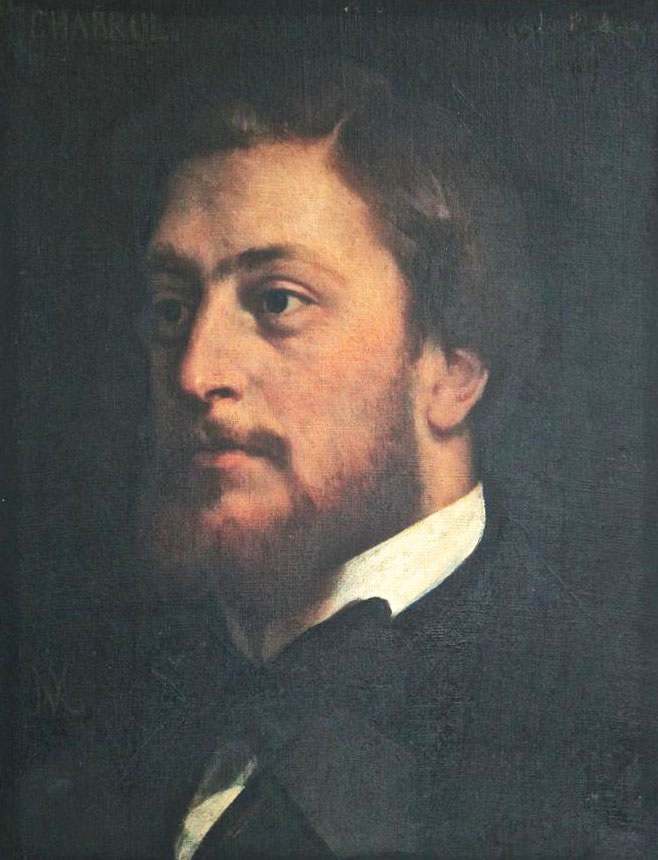
Portrait de Wilbrod Chabrol à l'âge de vingt-sept ans, par Alphonse Monchablon (1862).

Suivant le carrière paternelle, il sort diplômé de l'École des beaux-arts de Paris en 1855 et est l'élève d'Hippolyte Lebas. Il obtient le second Grand Prix de Rome d'architecture en 1861 (derrière Constant Moyaux), puis le premier Grand Prix de Rome l'année suivante, en 1862, avec un projet de palais pour le gouverneur de l'Algérie, devançant alors Emmanuel Brune et Dutert. Il est pensionnaire de la Villa Médicis à Rome de 1863 à 1867.
En 1867, il épouse Lucie Goüin (1848-1915), la fille d'Ernest Goüin et d'Anne-Mathilde Rodrigues-Henriques. Il devient alors actionnaire de la société Ernest Goüin et Cie, puis, en 1877, administrateur de la Société de construction des Batignolles, ainsi que de la Compagnie des chemins de fer Bône-Guelma et de la Compagnie du chemin de fer de la Seudre, fondées et dirigées par son beau-père. 
Wilbrod Chabrol et son épouse eurent huit enfants :
- Maurice (1868-1942), secrétaire de la Conférence en 1899, avocat aux conseils, administrateur de la Société Le Nickel[4], gendre de Charles Gomel
- Paul (1869-1899), officier du Cadre noir de Saumur, inspecteur de la compagnie d'assurance La Nationale, marié à Yvonne Grimprel
- Jeanne (1870-1949), mariée au capitaine Jules Hellot
- Marie (1876-1886)
- Jacques (1877-1946)
- Mathilde (1881-1959), mariée à l'industriel Henri Eclancher, maire de Saint-Leu-d'Esserent et beau-frère de Philippe Lauer
- Louise (1883-1918), mariée à l’avocat Joseph  Thureau, maire de Louveciennes, arrière-grands-parents de Charlotte de Turckheim
- Marguerite (1888)

De 1868 à 1874, il est premier inspecteur des grands travaux de reconstruction du Ministère de la Guerre, travaux auxquels il concourt.
En 1875, il est nommé architecte diocésain de Tulle. Chabrol est admis à la Société centrale des architectes français en 1877.
En tant qu'architecte des bâtiments civils et palais nationaux et du Gouvernement, il est architecte du Palais-Royal, du Conseil d'État et de la Manufacture des Gobelins jusqu'en 1892. Il est également architecte-expert de la ville de Paris. Il collabore à la Revue générale de l'architecture et des travaux publics.
Il est fait chevalier de la Légion d'honneur en 1878, ainsi qu'officier d'Académie. Il est lauréat de la médaille d'or à l'Exposition universelle de Paris de 1889 et de la médaille d'argent au Congrès des architectes français de 1898.
Collectionneur d'œuvres d'art et de livres, la vente de sa seule bibliothèque en 1920 rapportera 475 710 francs. Il est membre de la Société historique du VIe arrondissement de Paris et de la Société des antiquaires de l'Ouest. Propriétaire d'un hôtel particulier au no 13 rue de Téhéran (8e arrondissement de Paris), qu'il s'était fait construire, et de la villa des Charmilles au Vésinet, il est également membre du Syndicat des propriétaires de Paris. Son épouse sera présidente de l'ouvroir et écoles chrétiennes du Vésinet.
Il est membre du conseil central, de la commission de surveillance de l'hôpital et de la commission du contentieux de la Société de secours aux blessés militaires.

## Œuvre

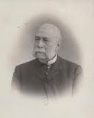
Photographie de Wilbrod Chabrol.

Entre 1873 et 1876, il dirige, à la suite de son père, les grands travaux d'aménagement du Palais-Royal pour l'installation du Conseil d'État.
Il est chargé des décorations du pont Margit híd à Budapest qui était conçu par son beau-père.
Il est l'architecte de l'Hôpital Goüin à Clichy, fondé par son beau-frère, Jules Goüin. On lui doit aussi plusieurs ensembles de logements sociaux, érigés à Paris par la Société philanthropique et sa filiale, la Société des habitations économiques de Paris, dont il fut l'architecte en titre jusqu'en 1909.
Il est par ailleurs l'auteur de Histoire et description du Palais-Royal et du Théâtre-Français (E. Plon, Nourrit et Cie, 1883).

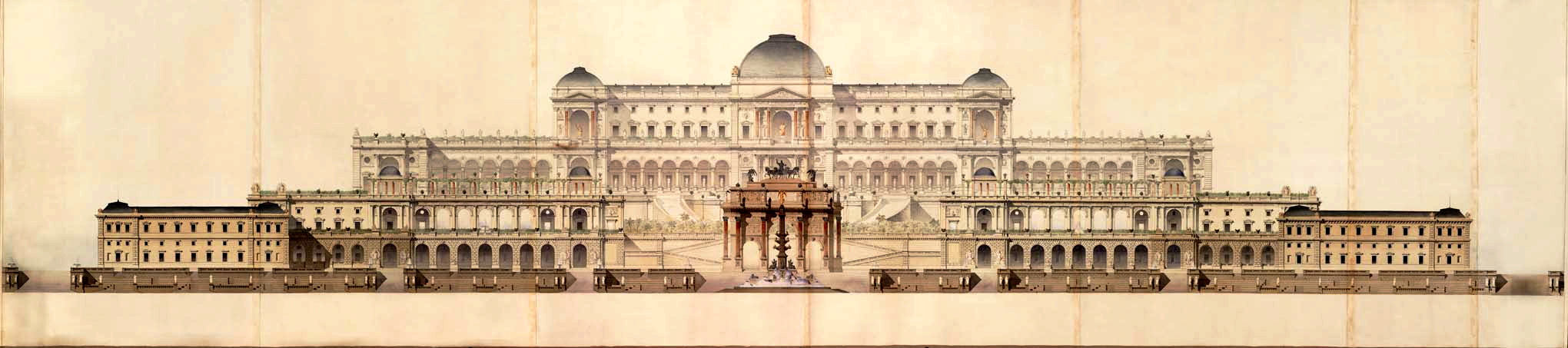
Projet de palais pour le gouverneur de l'Algérie, premier prix de Rome d'architecture en 1862.
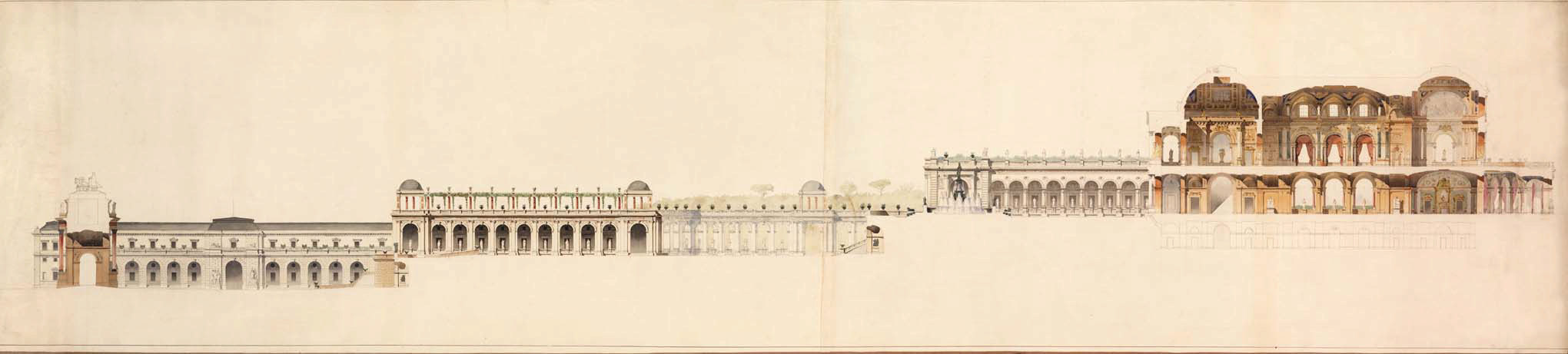
Projet de palais pour le gouverneur de l'Algérie, premier prix de Rome d'architecture en 1862.

## Dessins d'architecture
- Temple d'Apollon ("de Vénus"), coupe transversale, est-ouest ("Restauration"), plume, encre noire, et aquarelle sur papier contrecollé, H. 0.63 ; L. 1.16 m[7]. Paris, Beaux-Arts[8]. L'Envoi de quatrième année pour l'ENSBA réalisé en 1867 est consacré au temple d'Apollon de Pompéi, alors appelé temple de Vénus à la suite de la découverte des statues de la déesse et d 'un hermaphrodite sur les lieux.

### Réalisations
- 1873-1876 : direction des grands travaux d'aménagement du Palais-Royal pour l'installation du Conseil d'État (à la suite de son père)
- 1876 : décorations du pont Margit híd à Budapest
- 1889 : immeuble, nos 65-67, boulevard de Grenelle, et no 4, rue Humblot, dans le 15e arrondissement de Paris (Fondation Heine/Société philanthropique)
- 1890 : immeuble, nos 10-12, rue Dunois dans le 13e arrondissement de Paris (Société philanthropique)
- 1891 : immeuble, no 123, rue du Chevaleret dans le 13e arrondissement de Paris (Société philanthropique)
- 1891 : immeuble, no 45, rue Jeanne-d'Arc dans le 13e arrondissement de Paris (Société philanthropique)
- 1891 : immeuble, no 3, avenue de Saint-Mandé dans le 12e arrondissement de Paris (Société philanthropique)
- 1891 : hôtel particulier, no 13, rue de Téhéran dans le 8e arrondissement de Paris
- 1895 : Hôpital Goüin à Clichy (Fondation Goüin/Société philanthropique)
- 1895 : immeubles, nos 21-25, rue d'Alsace à Clichy (Fondation Goüin/Société philanthropique)

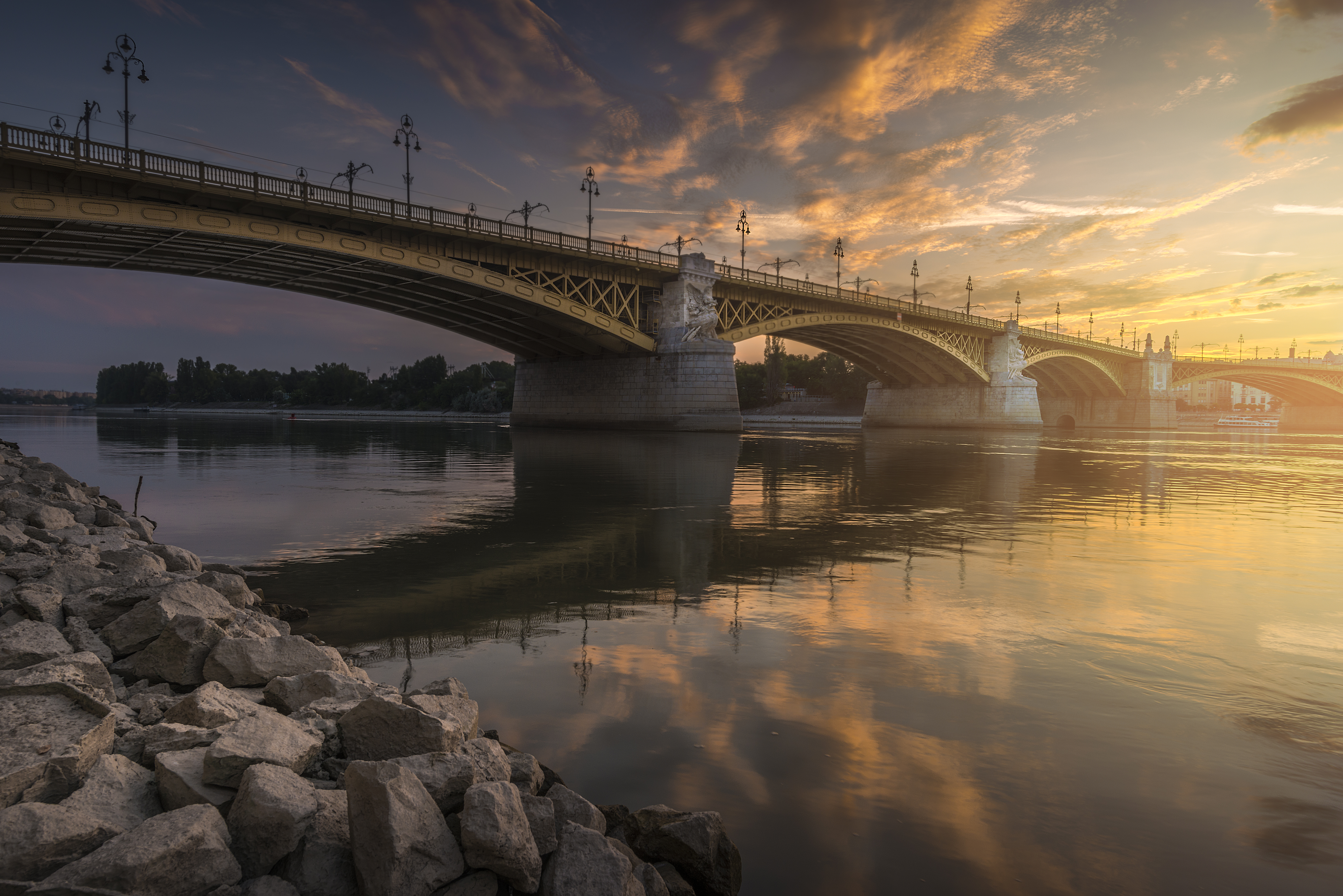
Margit híd, à Budapest.
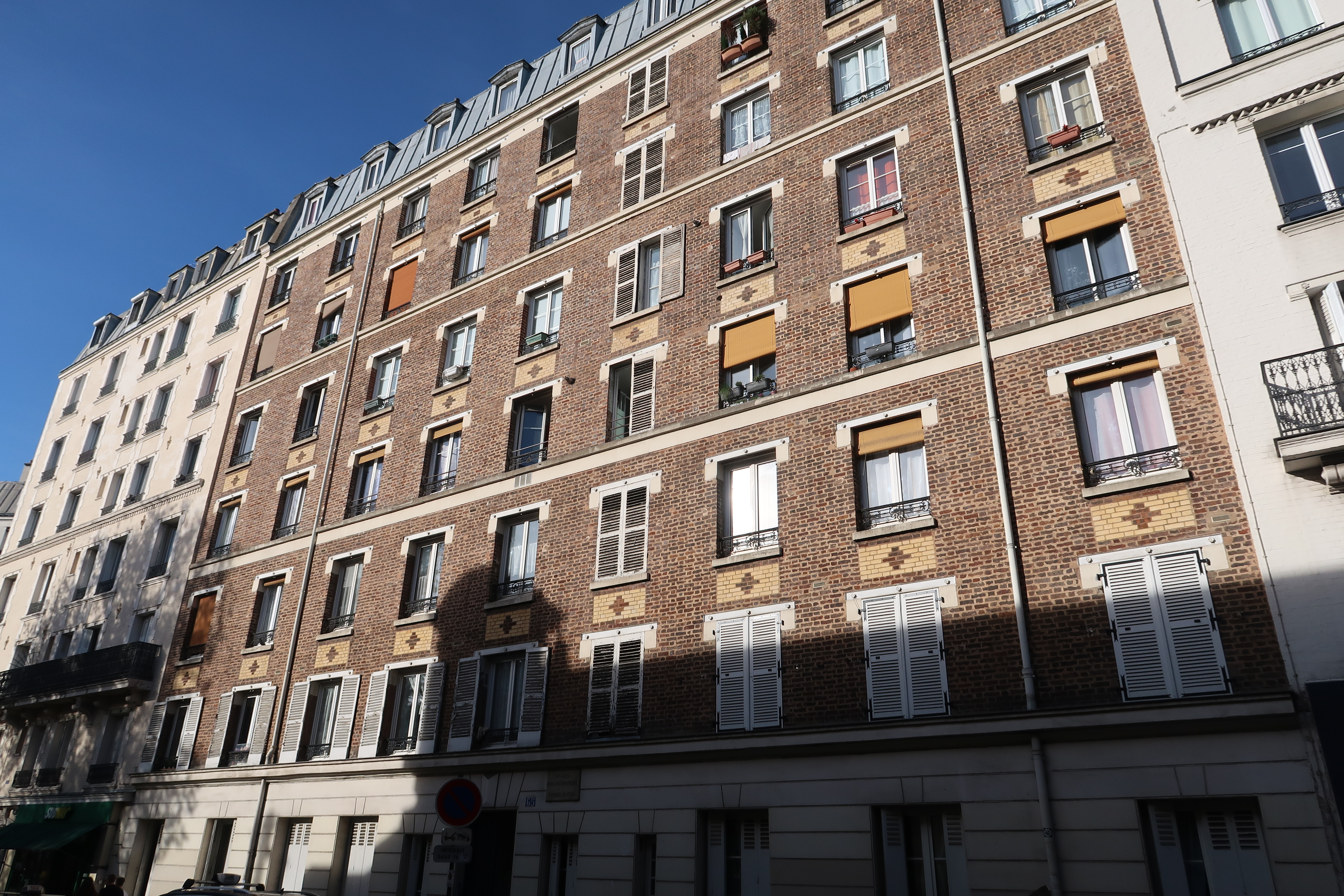
Immeuble pour la Société philanthropique, 65 boulevard de Grenelle, à Paris.
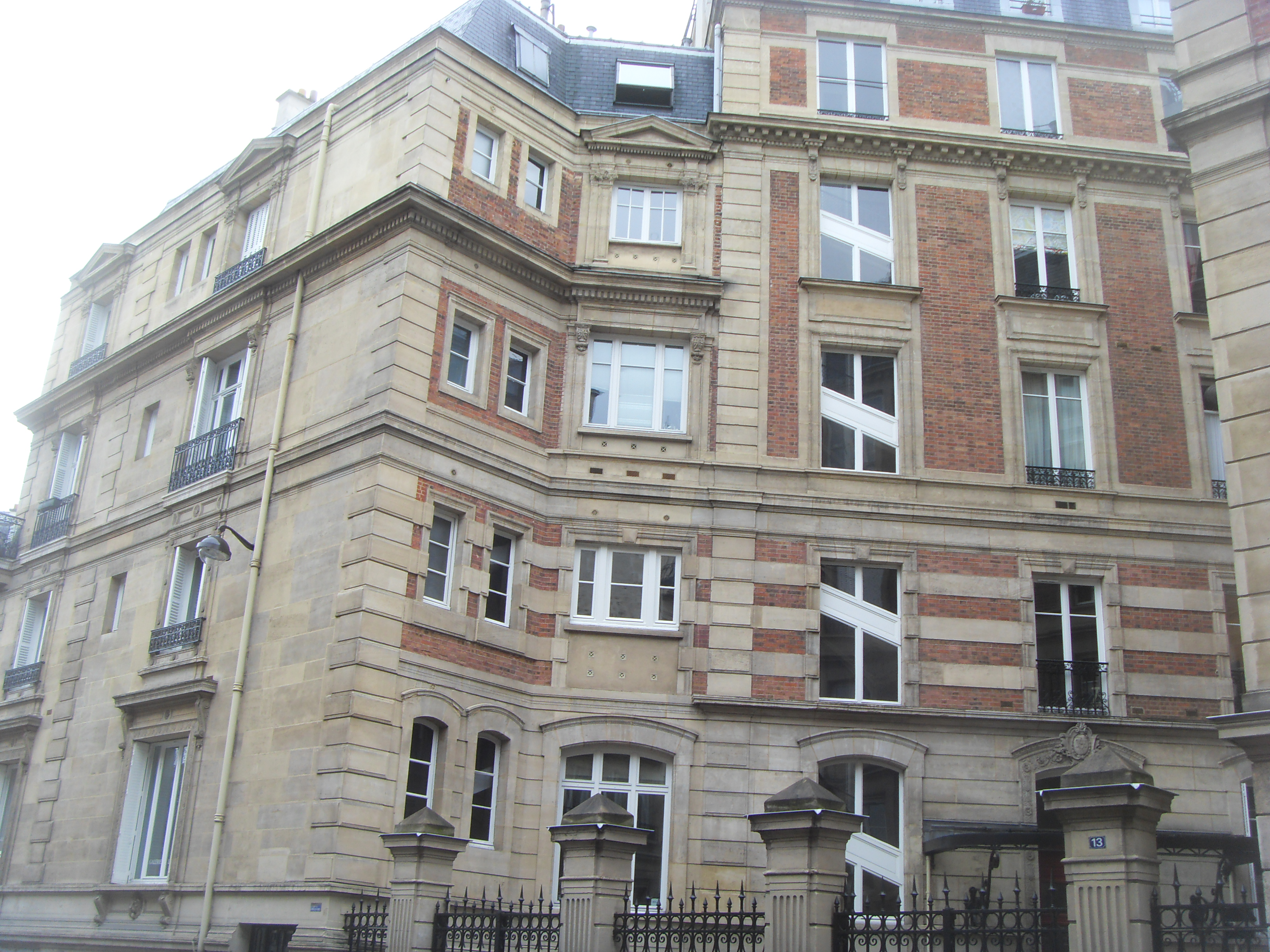
Son hôtel particulier, no 13, rue de Téhéran, à Paris.
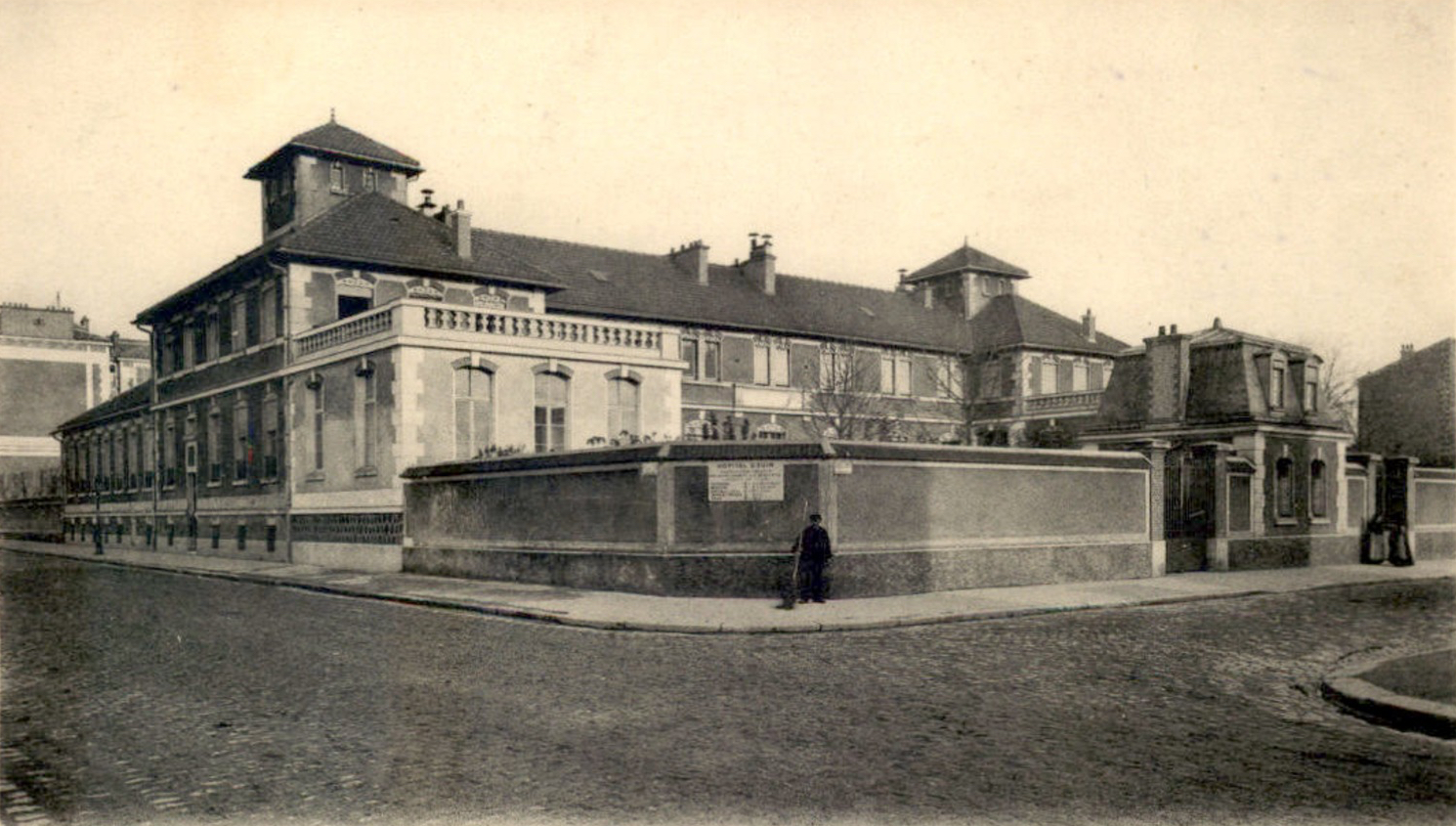
Hôpital Goüin, à Clichy.

### Publications
- Le Palais-Royal et le Théâtre-Français (Plon, 1879)
- Histoire et description du Palais-Royal et du Théâtre-Français (E. Plon, Nourrit et Cie, 1883)

## Collections
- Portrait de Nicolas Beaujon, par Élisabeth Vigée Le Brun
- Le passage de la Reine Marie-Antoinette, place Louis XV, à l'occasion de la naissance du Dauphin en 1782, par Moreau le Jeune
- Portrait de M. van Robais, par Jean-Baptiste Perronneau
- Portrait du comte Goyon de Vaudurant, par Jean-Baptiste Perronneau
- Buste de Vigée Le Brun, par Augustin Pajou]

### Sources
- Chabrol (François-Wilbrod), dans "La grande encyclopédie : inventaire raisonné des sciences, des lettres et des arts. Tome 10", 1885-1902
- Marie-Jeanne Dumont, Le Logement social à Paris 1850-1930: les habitations à bon marché, éditions Mardaga, 1991
- Marc Sanson, Le Conseil d'État au Palais-Royal: architecture, décors intérieurs, 2006
- INHA, Dictionnaire des élèves architectes de l'Ecole des Beaux-Arts (1800-1968)
- Anne Dugast, Dictionnaire par nom d'architecte des constructions à Paris aux XIXe et XXe siècles, Paris, 2007
- Claude Mignot, Grammaire des immeubles parisiens: six siècles de façades du Moyen Âge à nos jours, 2004